# Глухая (приток Васюгана)
Глухая — река в России, протекает по Каргасокскому району Томской области, левый приток Васюгана. Устье реки находится в 736 км по левому берегу реки Васюган. Длина Глухой составляет 30 км.

## Данные водного реестра
По данным государственного водного реестра России относится к Верхнеобскому бассейновому округу, водохозяйственный участок реки — Васюган, речной подбассейн реки — бассейны притоков Оби (верхней) от Кети до Васюгана. Речной бассейн реки — Обь (верхняя) до впадения Иртыша.
Код объекта в государственном водном реестре — 13010800112115200029922.